# Chromis flavomaculata
Chromis flavomaculata är en fiskart som beskrevs av Kamohara, 1960. Chromis flavomaculata ingår i släktet Chromis och familjen Pomacentridae. Inga underarter finns listade i Catalogue of Life.